# Закон Папія — Поппея
Закон Папія — Поппея (лат. Lex Papia Poppaea) — законодавчий акт, прийнятий у 9 р. н  е., названий на честь консулів-суфектів Марка Папія Мутіла та Квінта Поппея Секунда, в період правління імператора Августа. Фактичним автором закону вважається сам Октавіан, хоча святий Ісідор Севільський згадує його як приклад консульських законів. Головною метою є підвищення народжуваності та закріплення престижу родини. В історіографії закон Папія йде нерозривно з законом Августа 18 р. до н. е. (Lex Julia et Papia Poppaea). Не дивлячись на неефективність, дана правова норма зумовила вплив на законодавство аж до часів Юстиніана.

## Передумови прийняття та основні положення
Октавіан надавав велику увагу щодо відновлення суспільної моралі за класичним римським зразком. У свою чергу, даний норматив наслідував сурові регламентації попередніх років правління Августа та наполягав на ролі сім'ї як важливої складової римського суспільства. Тому, одруженим громадянам і громадянкам, а тим паче з дітьми, надавалися певні преференції. І навпаки, до одиноких і бездітних чоловіків застосовувалися санкції, згідно з цим законом. Причому, такі дії стосувалися усіх верств населення.
Так, Тацит пише, що перевага надавалася тим кандидатам на управління сенатськими провінціями, котрі були одружені та мали дітей. Водночас холостяки виявилися позбавленими права отримувати майно за заповітом, а бездітним належала лише половина суми. Подібний вплив через матеріальні утиски і преференції, викликав значне невдоволення серед населення, особливо забезпеченого, не враховуючи певні пом'якшення, у порівнянні з попередніми постановами: тепер дозволялося не одружуватися протягом трьох років після овдовіння, замість одного року.
Чіткий акцент встановлений на відносинах між патроном та вільновідпущеником. Папієвим законом збільшено права патронів, що мали багатих вільновідпущеників. Цим законом постановлено, що з майна вільновідпущеника, який залишав спадок цінністю в 100 000 сестерціїв і більш, і мав менше трьох дітей, помер він з заповітом або без заповіту, — патрону слідувала відповідна частина. Таким чином, коли вільновідпущеник залишав спадкоємцем одного сина чи дочку, тоді патрону слідувала половина майна, як якби вільновідпущений помер до заповіту, не залишивши ні сина, ні дочки; коли ж він залишав двох спадкоємців, все одно якої статі, то патрону слідувала третя частина; якщо він залишав трьох дітей, то патрон усувається.
Детально розписані правові аспекти для представників обох статей та сторін. Якщо помирає вільновідпущениця з заповітом, то та патронка, яка не може послатися на привілей дітей, не має ніякого права проти заповіту вільновідпущениці; але патронці, яка має певне число дітей, надається через закон Папія то право, яким по едикту користується патрон всупереч заповіту вільновідпущеника. Той же самий закон надав синові патронки, який має дітей, права патрона, але щодо цієї особи достатньо, якщо у нього є один син або дочка.

## Наслідки та значення
Наслідки закону можна визначити як досить неоднозначні: з одного боку, поставлена мета не була досягнута — народжуваність не підвищилася. Зняти соціальну напругу через жорстке сімейне законодавство, закон Папія-Поппея також не зміг. Зрештою, вже за наступного імператора Тиберія була створена спеціальна комісія для зменшення негативних наслідків від запровадження закону. Сам Тиберій був радий будь-якій можливості знехтувати ним. Тим не менш, даний акт став пам'яткою римського права та зберігав свій вплив на законодавство навіть через 500—600 років після написання.